# Baccarat
Pour les articles homonymes, voir Baccarat (homonymie).
Baccarat est une ville du Nord-Est de la France, chef-lieu de canton du département de Meurthe-et-Moselle. En latin médiéval, le toponyme est Baccaratum, alors qu'en patois lorrain du XIXe siècle, la ville se prononçait Bocorrot, certaines voyelles "a" accentuée donnant un son "o" restreint.

## Géographie

### Localisation
La commune de Baccarat, d’une superficie de 14 km2, est située à 50 kilomètres au sud-est de Nancy dans la vallée de la Meurthe, entre le plateau de Deneuvre et les collines boisées du Grammont.
Le territoire de la commune est limitrophe de 7 communes.
| Azerailles | Gélacourt | Merviller               |
| Glonville  | Baccarat  |                         |
|            | Deneuvre  | Bertrichamps Lachapelle |

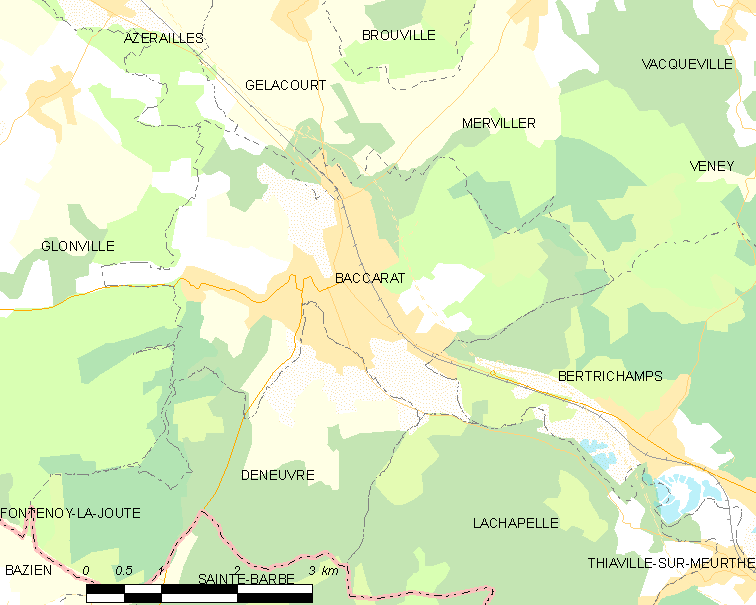
Carte de la commune.
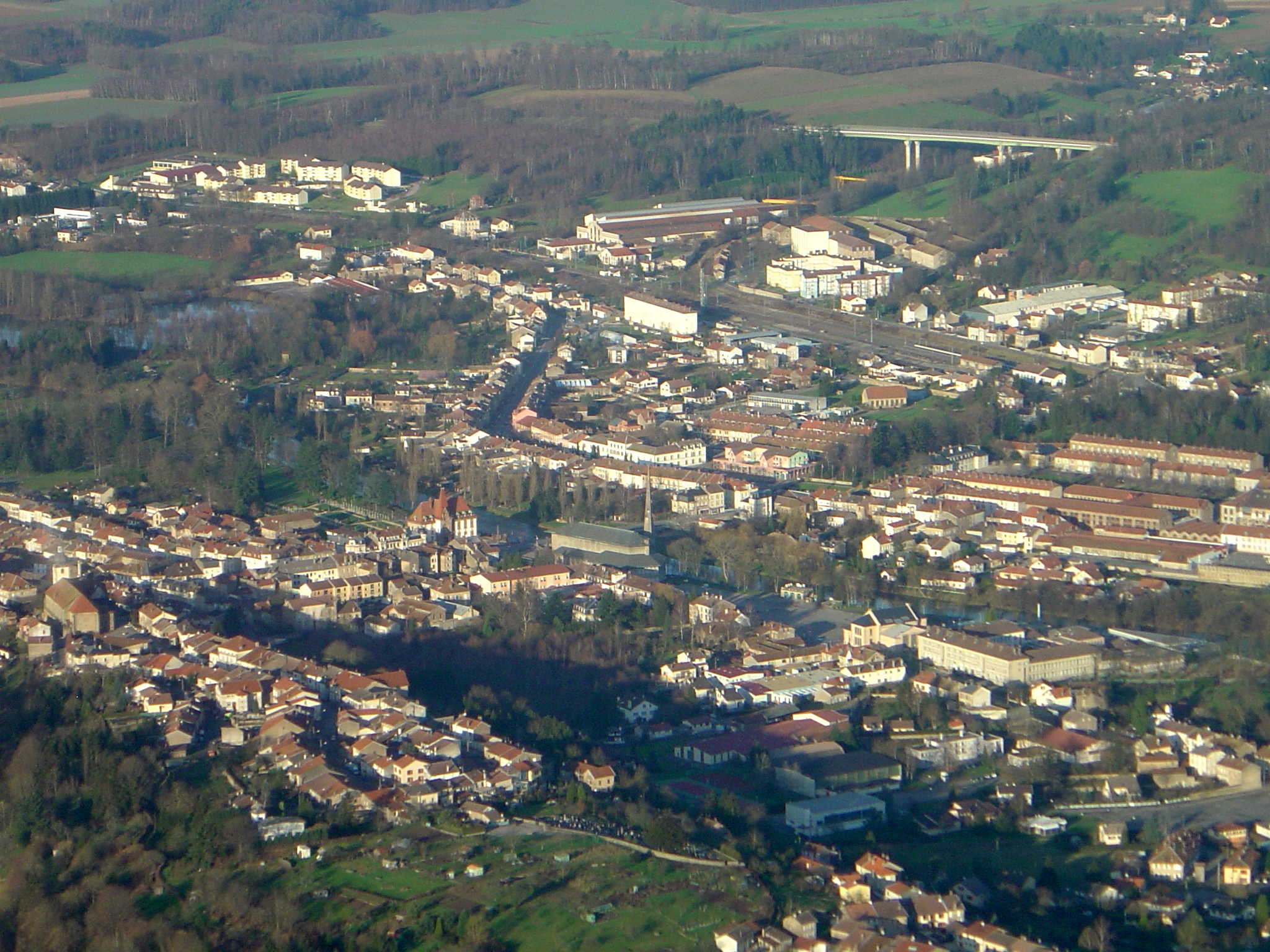
Vue aérienne de Baccarat.
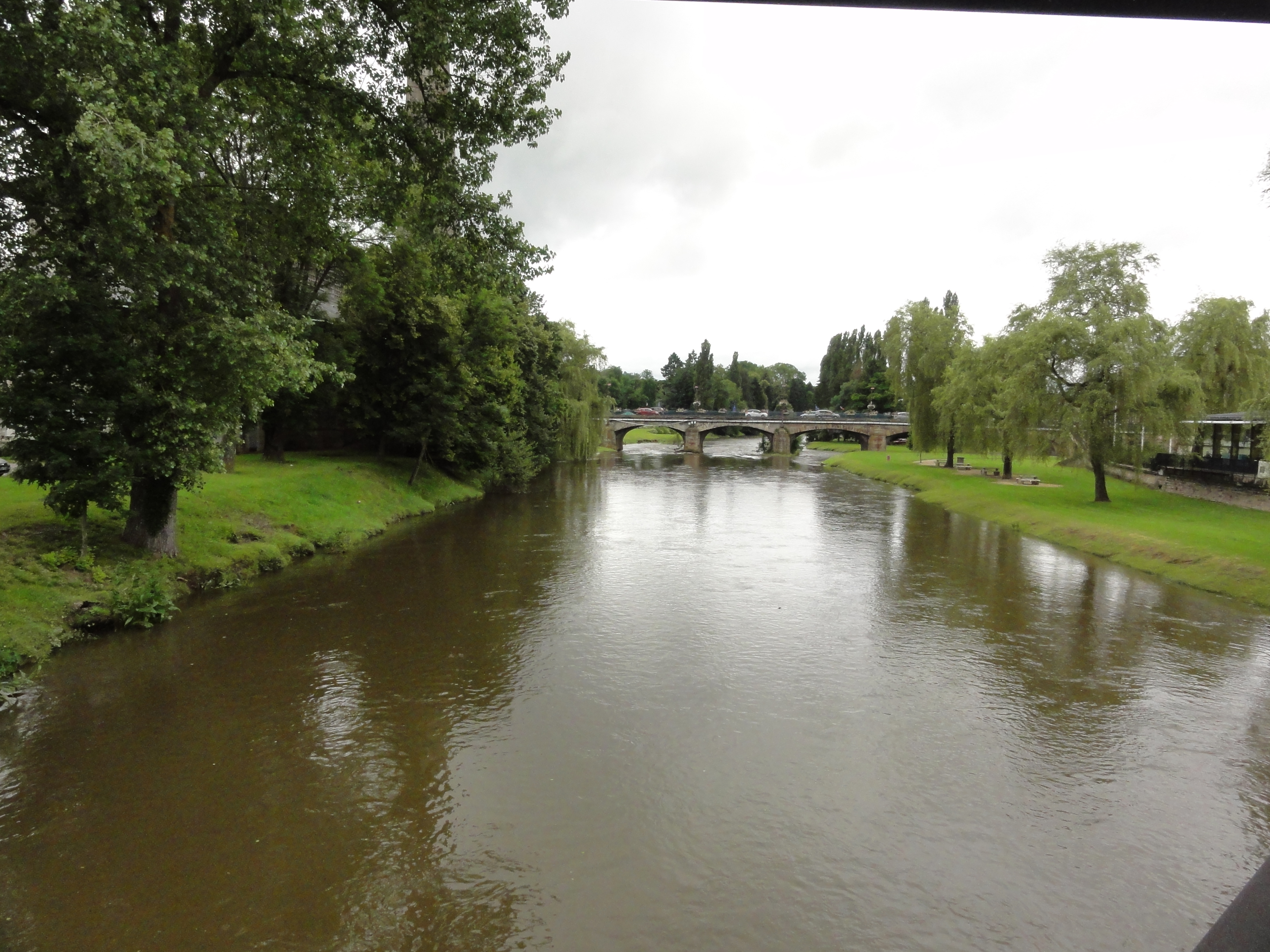
La Meurthe à Baccarat.

### Hydrographie
La commune est dans le bassin versant du Rhin au sein du bassin Rhin-Meuse. Elle est drainée par la Meurthe, le ruisseau de Moncelle, le ruisseau des Bingottes, le ruisseau du Bois des Aulnees et le ruisseau du Bourupt,.
La Meurthe, d'une longueur de 161 km, prend sa source dans la commune du Valtin et se jette  dans la Moselle à Pompey, après avoir traversé 53 communes. Les caractéristiques hydrologiques de la Meurthe sont données par la station hydrologique située sur la commune. Le débit moyen mensuel est de 16,7 m3/s. Le débit moyen journalier maximum est de 344 m3/s, atteint lors de la crue du 10 avril 1983. Le débit instantané maximal est quant à lui de 393 m3/s, atteint le même jour.

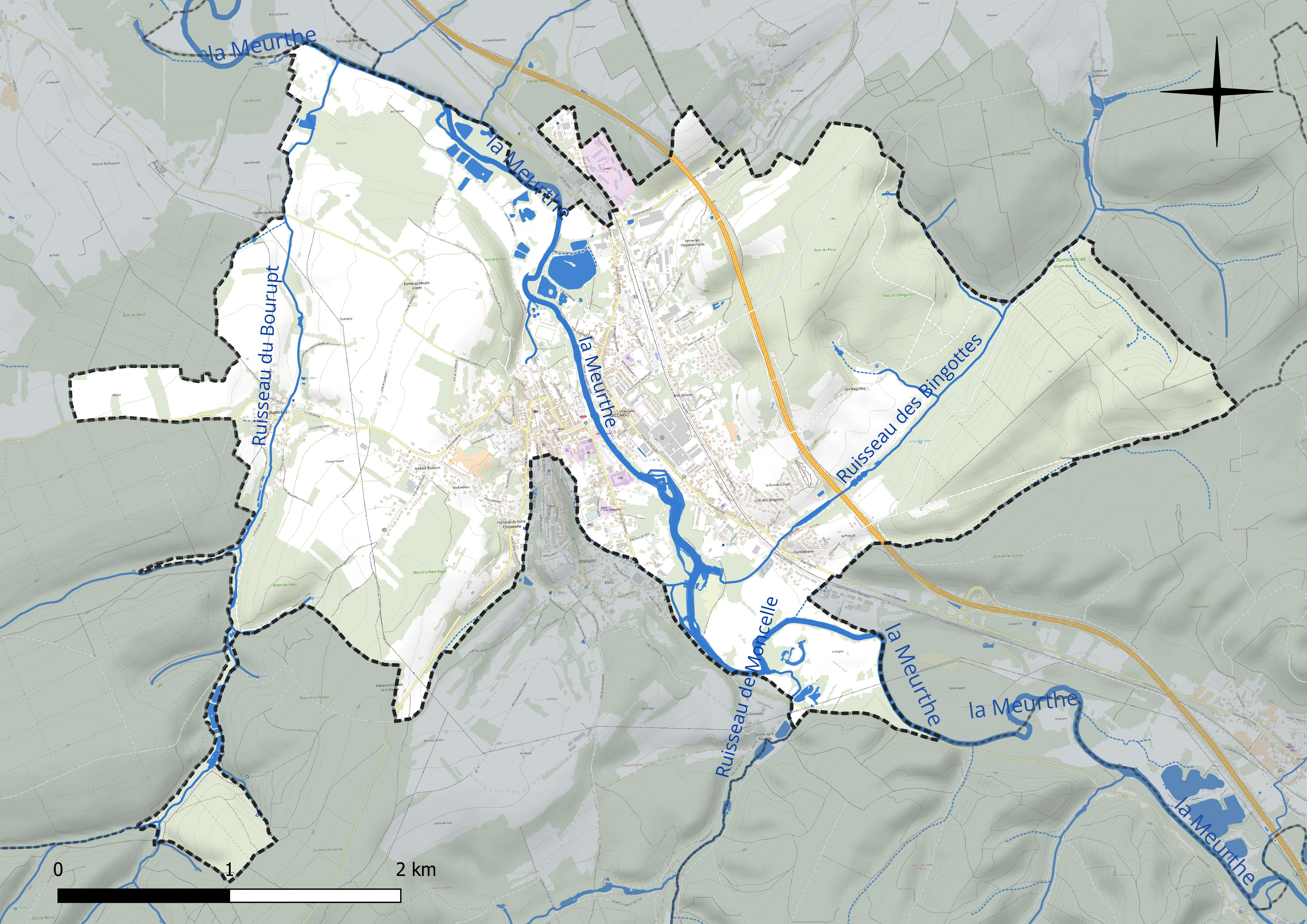
Réseau hydrographique de Baccarat.

### Climat
Pour des articles plus généraux, voir Climat du Grand Est et Climat de Meurthe-et-Moselle.
En 2010, le climat de la commune est de type climat des marges montargnardes, selon une étude du Centre national de la recherche scientifique s'appuyant sur une série de données couvrant la période 1971-2000. En 2020, Météo-France publie une typologie des climats de la France métropolitaine dans laquelle la commune est exposée à un climat semi-continental et est dans la région climatique  Vosges, caractérisée par une pluviométrie très élevée (1 500 à 2 000 mm/an) en toutes saisons et un hiver rude (moins de 1 °C). 
Pour la période 1971-2000, la température annuelle moyenne est de 9,7 °C, avec une amplitude thermique annuelle de 17,1 °C. Le cumul annuel moyen de précipitations est de 1 007 mm, avec 13,1 jours de précipitations en janvier et 10,2 jours en juillet. Pour la période 1991-2020, la température moyenne annuelle observée sur la station météorologique de Météo-France la plus proche, « St Maurice », sur la commune de Saint-Maurice-aux-Forges à 11 km à vol d'oiseau, est de 10,5 °C et le cumul annuel moyen de précipitations est de 837,4 mm. 
La température maximale relevée sur cette station est de 39,2 °C, atteinte le 25 juillet 2019 ; la température minimale est de −19,9 °C, atteinte le 1er mars 2005,,. 
Les paramètres climatiques de la commune ont été estimés pour le milieu du siècle (2041-2070) selon différents scénarios d'émission de gaz à effet de serre à partir des nouvelles projections climatiques de référence DRIAS-2020. Ils sont consultables sur un site dédié publié par Météo-France en novembre 2022.

### Écarts et lieux-dits
- Badménil
- Verreries-Sainte-Anne

## Urbanisme

### Typologie
Au 1er janvier 2024, Baccarat est catégorisée bourg rural, selon la nouvelle grille communale de densité à sept niveaux définie par l'Insee en 2022.
Elle appartient à l'unité urbaine de Baccarat, une agglomération intra-départementale regroupant deux  communes, dont elle est ville-centre,,. Par ailleurs la commune fait partie de l'aire d'attraction de Baccarat, dont elle est la commune-centre,. Cette aire, qui regroupe 13 communes, est catégorisée dans les aires de moins de 50 000 habitants,.

### Occupation des sols
L'occupation des sols de la commune, telle qu'elle ressort de la base de données européenne d’occupation biophysique des sols Corine Land Cover (CLC), est marquée par l'importance des forêts et milieux semi-naturels (41,6 % en 2018), en diminution par rapport à 1990 (43,9 %). La répartition détaillée en 2018 est la suivante : forêts (41,5 %), zones urbanisées (22,3 %), prairies (14,2 %), zones agricoles hétérogènes (11,4 %), terres arables (10,4 %), milieux à végétation arbustive et/ou herbacée (0,1 %). L'évolution de l’occupation des sols de la commune et de ses infrastructures peut être observée sur les différentes représentations cartographiques du territoire : la carte de Cassini (XVIIIe siècle), la carte d'état-major (1820-1866) et les cartes ou photos aériennes de l'IGN pour la période actuelle (1950 à aujourd'hui).

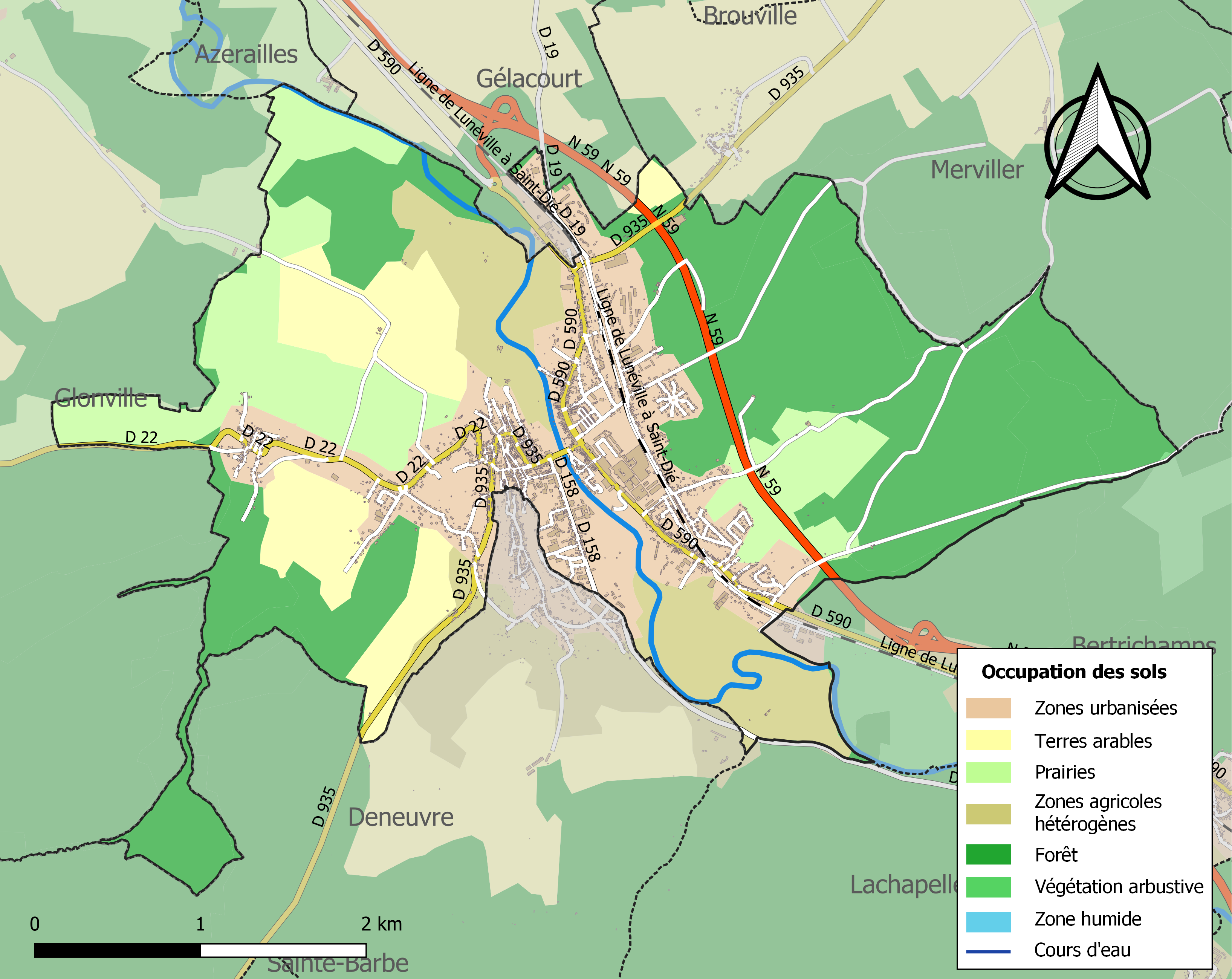
Carte des infrastructures et de l'occupation des sols de la commune en 2018 (CLC).

## Toponymie
Baccarat est un ancien faubourg de Deneuvre.
Anciennement mentionné : Bacquarat (1310) ; Bakarroit (1314) ; Beckarrat, Backarrat (1353) ; Baccareat (1407) ; Baccarrat (1427) ; Baccaratum (1433) ; Baccaroy (1442) ; Bacaroy (1444) ; Baccharat (1505) ; Baccara (1513).

En latin médiéval, le toponyme est Baccaratum, alors qu'en patois lorrain du XIXe siècle, la ville se prononçait Bocorrot, certaines voyelles a accentuée donnant un son o restreint.
Baccarat serait issu du mot bac équivalent de « pont », celui jeté sur la Meurthe ou le nom serait une contraction de Bacchi-Ara (« autel de Bacchus »), dénomination du castellum romain encore visible sur les hauteurs de Deneuvre, et appelé maintenant « Tour du Bacha ». Des fouilles au XIXe siècle auraient permis de découvrir un culte bacchique.

## Histoire

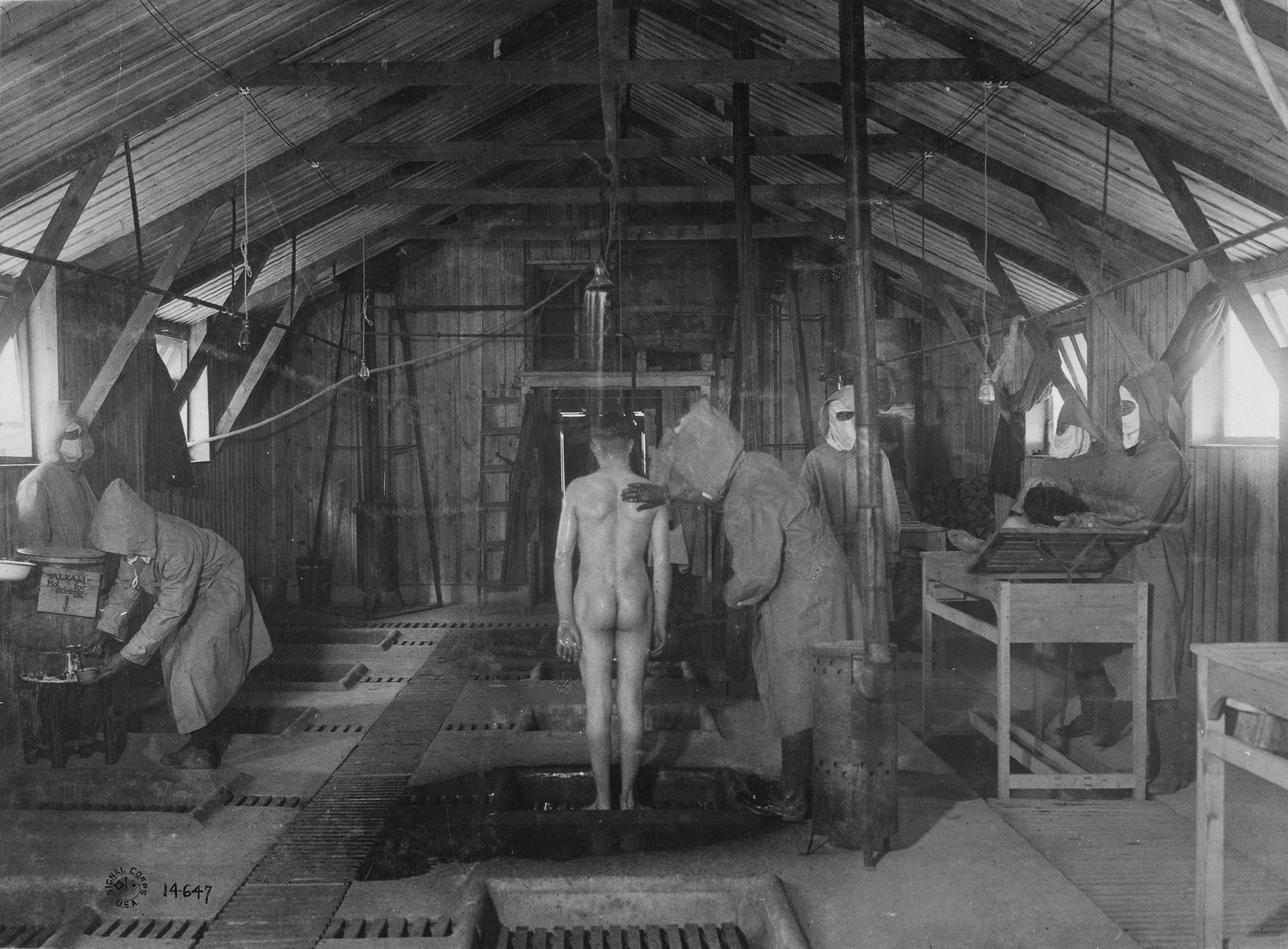
Hôpital américain no 2 de Baccarat, spécialisé dans le traitement des « gazés » par arme chimique lors de la Première Guerre mondiale, ici le 8 juin 1918.

Baccarat fut d'abord un faubourg de la ville de Deneuvre qui a des origines romaines.
Le nom de Baccarat provient peut-être de Bacchi-ara (autel de Bacchus), nom du castellum romain dont on peut voir un vestige, appelé tour du Bacha, sur les hauteurs de Deneuvre.
Baccarat, qui avait ses coutumes particulières, était le chef-lieu d'une châtellenie de la principauté épiscopale de Metz (bailliage de Vic).
En 1305, Henri, premier sire de Blâmont de la famille de Salm, est le voué de Deneuvre pour l'évêque de Metz, et pour en assurer la sécurité il fait construire au bas de l'éperon la tour des Voués. Un faubourg se forme à son pied : c’est l’origine de Baccarat (qu’on écrivait Bacquarat, Bakarroit, Beckarrat, puis Backarrat). Le nom de Baccarat apparaît pour la première fois en 1291.
En 1459, en plus de son vin, la cité est surtout renommée pour ses drapiers.
Louis XV autorise la création d'une verrerie en 1764, à l'instigation de l’évêque de Metz soucieux d'écouler l'importante production locale de bois de chauffage. Un verrier du nom d'Antoine Renaut répond alors à ses sollicitations. Devenue cristallerie en 1817, elle est revendue à la Compagnie des Cristalleries en 1881 et a depuis atteint une renommée mondiale sous le simple nom de Baccarat. 
Le nombre d'ouvriers croissant va permettre l'essor de la commune avec la construction de logements, écoles, commerces, routes et petites industries mais la guerre marquera un coup d'arrêt à ce développement. À la veille de la grande guerre, la ville héberge des troupes (20e Bataillon de Chasseurs à Pied) à la caserne Haxo dont il reste quelques bâtiments aujourd'hui.
L'entre-deux-guerres est marquée par la construction de l'église, du pont et de l'hôtel de ville (Henry Wilfrid Deville, 1924).
Durant la Seconde Guerre mondiale, de nombreux dégâts seront causés à la ville avec notamment la destruction de l'église Saint-Rémy en octobre 1944. Elle sera reconstruite dès 1954 par l’architecte Nicolas Kazis. La cristallerie Baccarat apportera sa pierre à l'édifice en offrant la création des vitraux : plus de 20 000 plaques de cristal, à travers 150 teintes différentes. Traversée par le Schutzwall West, la ville est libérée par la 2e division blindée le 31 octobre de la même année, la ville reprend son essor industriel dès 1945. Les travaux de reconstruction de l'église Saint-Remy sont entrepris en 1953 et seront terminés en 1957.
Le 22 février 2003, Baccarat fut touchée par un séisme.

## Politique et administration

### Tendances politiques et résultats

#### Présidentielle de 2022
Lors du premier tour de l'élection présidentielle, Marine Le Pen arrive largement en tête du scrutin avec 41,05% des voix, devant Emmanuel Macron (23,87%), suivi par Jean-Luc Mélenchon (13,08%), Éric Zemmour (6,64%), puis Yannick Jadot (3,01%), Jean Lassalle (2,96%), Valérie Pécresse (2,85% ), Nicolas Dupont-Aignan (2,08%), Fabien Roussel (1,76%), Anne Hidalgo (1,50%), Philippe Poutou (0,62%) et Nathalie Arthaud (0,57%).
Au second tour de l'élection, Marine Le Pen arrive à nouveau en tête dans la commune avec 59,20% des voix, devant Emmanuel Macron à 40,80%.
La participation lors second scrutin s'élève à 68,44%.

#### Présidentielle de 2017
Lors du 1er tour de l'élection présidentielle à Baccarat, Marine Le Pen (Front national) était également arrivée en première position avec 37,14% des votes.
Lors du 2e tour à Baccarat, Marine Le Pen est en tête du scrutin, créditée de 54,75% des suffrages. Elle devance Emmanuel Macron (En Marche!) qui récolte 45,25% des voix.
On note un vote blanc lors du second tour à hauteur de 7,20% chez les votants, ainsi que 3,05% de votes nuls et une participation de 71,37%.

### Budget et fiscalité 2014
En 2014, le budget de la commune était constitué ainsi :
- total des produits de fonctionnement : 5 508 000 €, soit 11 180 € par habitant ;
- total des charges de fonctionnement : 4 944 000 €, soit 188 € par habitant ;
- total des ressources d’investissement : 878 000 €, soit 372 € par habitant ;
- total des emplois d’investissement : 1 898 000 €, soit 407 € par habitant.
- endettement : 6 977 000 €, soit 1 793 € par habitant.

Avec les taux de fiscalité suivants :
- taxe d’habitation : 20,38 % ;
- taxe foncière sur les propriétés bâties : 16,36 % ;
- taxe foncière sur les propriétés non bâties : 35,27 % ;
- taxe additionnelle à la taxe foncière sur les propriétés non bâties : 27,57 % ;
- cotisation foncière des entreprises : 20,84 %.

### Liste des maires
| Période                                  | Période    | Identité                                      | Étiquette    | Qualité |
| ---------------------------------------- | ---------- | --------------------------------------------- | ------------ | --- |
| Les données manquantes sont à compléter. |            |                                               |              | |
| 1871                                     | avant 1876 | Paul Michaut                                  | Conservateur | Industriel, administrateur des cristalleries de Baccarat Député de Meurthe-et-Moselle (1877-1881) Conseiller général du canton de Baccarat (1870-1895) |
| 1880                                     | 1919       | Adrien Michaut                                |              | Industriel, président des cristalleries de Baccarat |
| ....                                     | 1961       | Georges Béné                                  |              | |
| 1961                                     | mars 1965  | Hubert Ancel                                  |              | |
| mars 1965                                | mars 1971  | Jean-Marie Fève (1933-2008)                   | SE           | Médecin, né à Vicherey |
| mars 1971                                | mars 1975  | André Violle                                  |              | |
| mars 1975                                | mars 1983  | Georges Humbert                               |              | |
| mars 1983                                | mars 1989  | Michel Bacus                                  |              | Directeur des cristalleries de Baccarat |
| mars 1989                                | mars 2001  | Jean-Marie Fève (1933-2008)                   | SE           | Médecin Conseiller général du canton de Baccarat (1994-2001)                                                                                           |
| mars 2001                                | mars 2008  | Michel Le Paige                               | PS           | Proviseur de lycée professionnel |
| mars 2008                                | mai 2013   | Josette Renaux (1941-2013)                    | SE           | Consule de France retraitée, née à Raon-l'Étape |
| mai 2013                                 | En cours   | Christian Gex, Réélu pour le mandat 2020-2026 | Divers       | Ancien cadre |

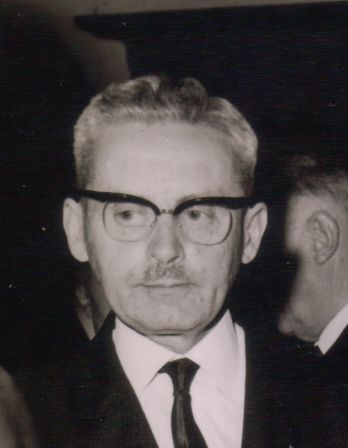
Hubert Ancel.
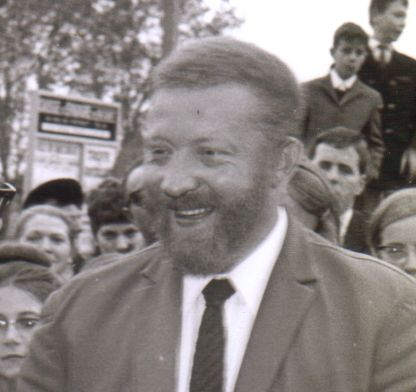
Jean Marie Feve.
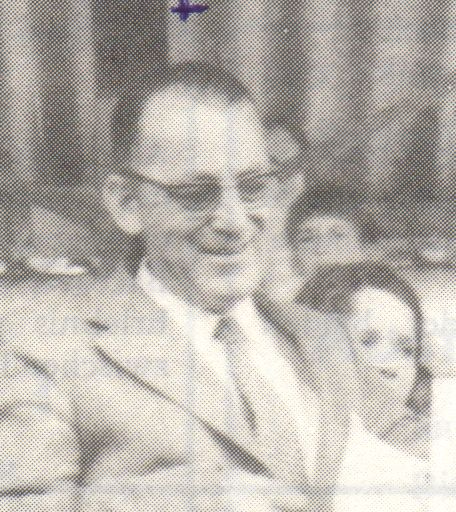
André Violle.
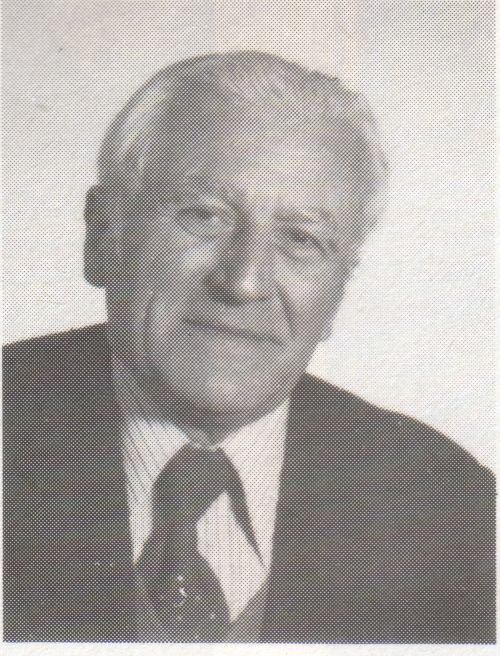
Georges Humbert.
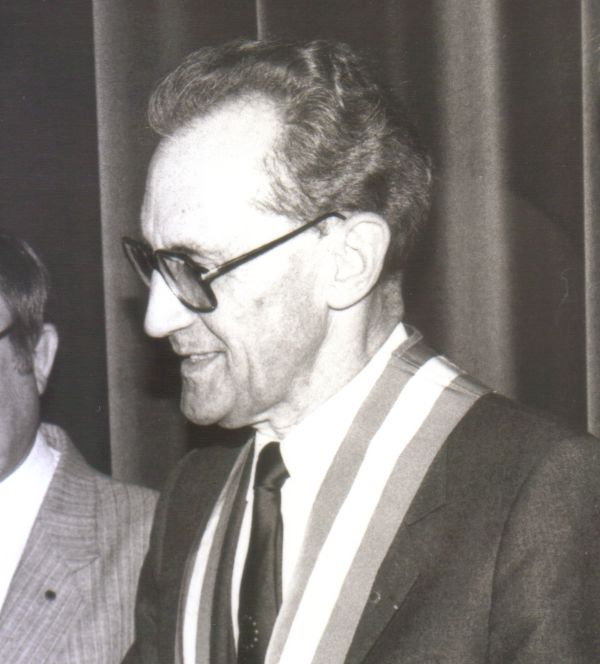
Michel Bacus.
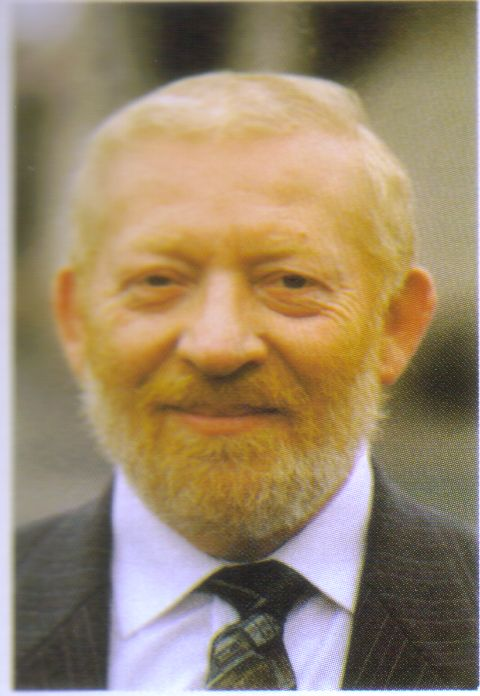
Jean Marie Feve.
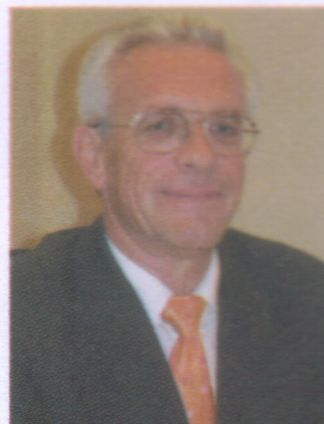
Michel Le Paige.
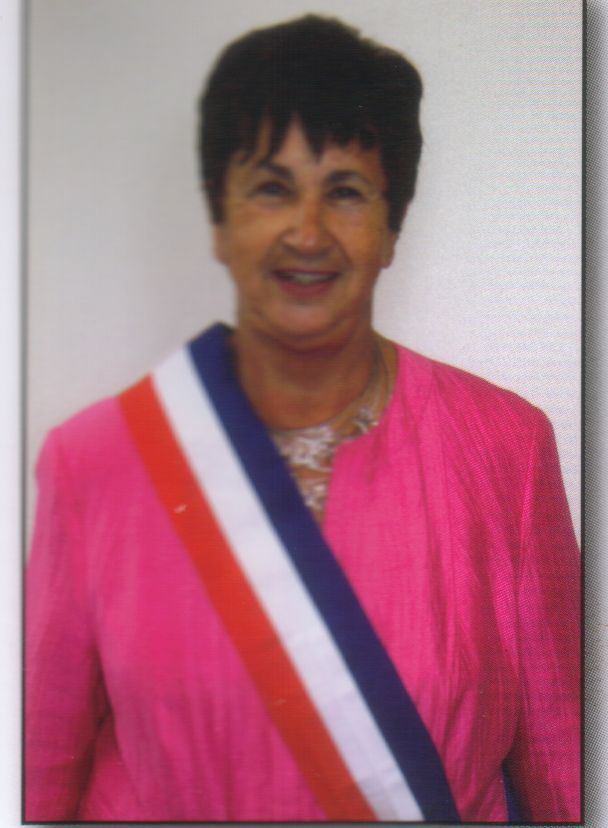
Josette Rénaux.
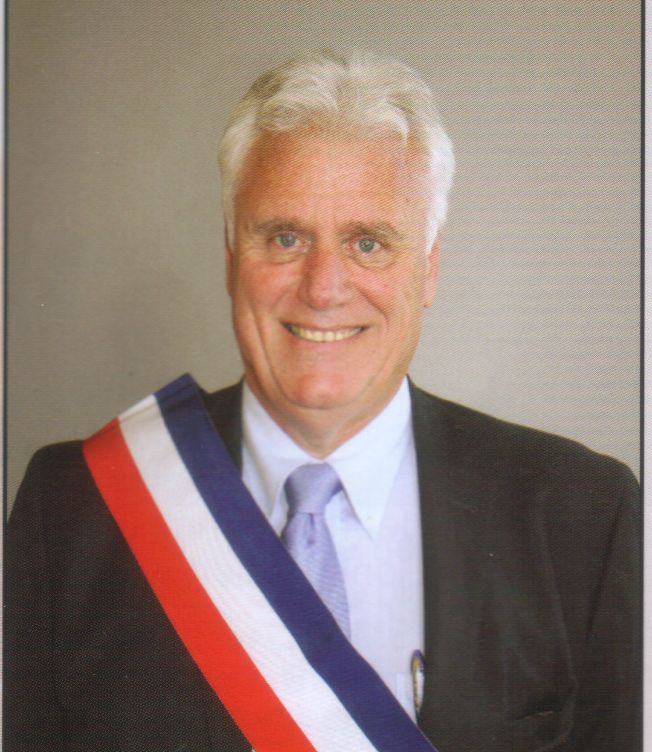
Christian Gex.

### Situation administrative
Le canton de Baccarat compte 20 communes : Azerailles, Baccarat, Bertrichamps, Brouville, Deneuvre, Flin, Fontenoy-la-Joûte, Gélacourt, Glonville, Hablainville, Lachapelle, Merviller, Mignéville, Montigny, Pettonville, Reherrey, Thiaville-sur-Meurthe, Vacqueville, Vaxainville et Veney.
Depuis le 1er janvier 2004, la communauté de communes du Cristal associe Baccarat et les communes voisines de Lachapelle et Thiaville-sur-Meurthe.
En 2010, la commune de Baccarat a été récompensée par le label « Ville Internet @@ ».

### Jumelages
- Gernsbach, arrondissement Rastatt / Bade-Wurtemberg, Allemagne - en 1962. Serment d'amitié signé le 4 octobre 1964 par Hubert Ancel et August Müller. En octobre 2014 à Baccarat de grandes festivités ont marqué le jubilé des 50 années.

## Population et société

### Démographie
L'évolution du nombre d'habitants est connue à travers les recensements de la population effectués dans la commune depuis 1793. Pour les communes de moins de 10 000 habitants, une enquête de recensement portant sur toute la population est réalisée tous les cinq ans, les populations de référence des années intermédiaires étant quant à elles estimées par interpolation ou extrapolation. Pour la commune, le premier recensement exhaustif entrant dans le cadre du nouveau dispositif a été réalisé en 2008.

En 2022, la commune comptait 4 107 habitants, en évolution de −7,4 % par rapport à 2016 (Meurthe-et-Moselle : −0,13 %, France hors Mayotte : +2,11 %).
| 1793 | 1800  | 1806  | 1821  | 1831  | 1836  | 1841  | 1846  | 1851  |
| ---- | ----- | ----- | ----- | ----- | ----- | ----- | ----- | ----- |
| 983  | 1 096 | 1 246 | 1 857 | 2 304 | 3 057 | 3 216 | 3 260 | 3 520 |

| 1856  | 1861  | 1872  | 1876  | 1881  | 1886  | 1891  | 1896  | 1901  |
| ----- | ----- | ----- | ----- | ----- | ----- | ----- | ----- | ----- |
| 3 565 | 4 121 | 5 036 | 5 764 | 6 013 | 5 823 | 5 723 | 6 772 | 7 014 |

| 1906  | 1911  | 1921  | 1926  | 1931  | 1936  | 1946  | 1954  | 1962  |
| ----- | ----- | ----- | ----- | ----- | ----- | ----- | ----- | ----- |
| 6 996 | 7 277 | 5 739 | 5 605 | 5 598 | 5 336 | 5 034 | 6 024 | 6 067 |

| 1968  | 1975  | 1982  | 1990  | 1999  | 2006  | 2008  | 2013  | 2018  |
| ----- | ----- | ----- | ----- | ----- | ----- | ----- | ----- | ----- |
| 5 856 | 5 590 | 5 433 | 5 022 | 4 746 | 4 671 | 4 654 | 4 440 | 4 225 |

| 2022  | - | - | - | - | - | - | - | - |
| ----- | - | - | - | - | - | - | - | - |
| 4 107 | - | - | - | - | - | - | - | - |

### Manifestations culturelles et festivités
- Fête du pâté lorrain, le deuxième dimanche de septembre.
- Grand carnaval en mars tous les deux ans.
- Les Insolites, parcours découverte d'œuvres contemporaines au parc Michaut, de mi-juin à fin août.
- FIMA – Festival international des métiers d'art, tous les deux ans.

### Vie militaire

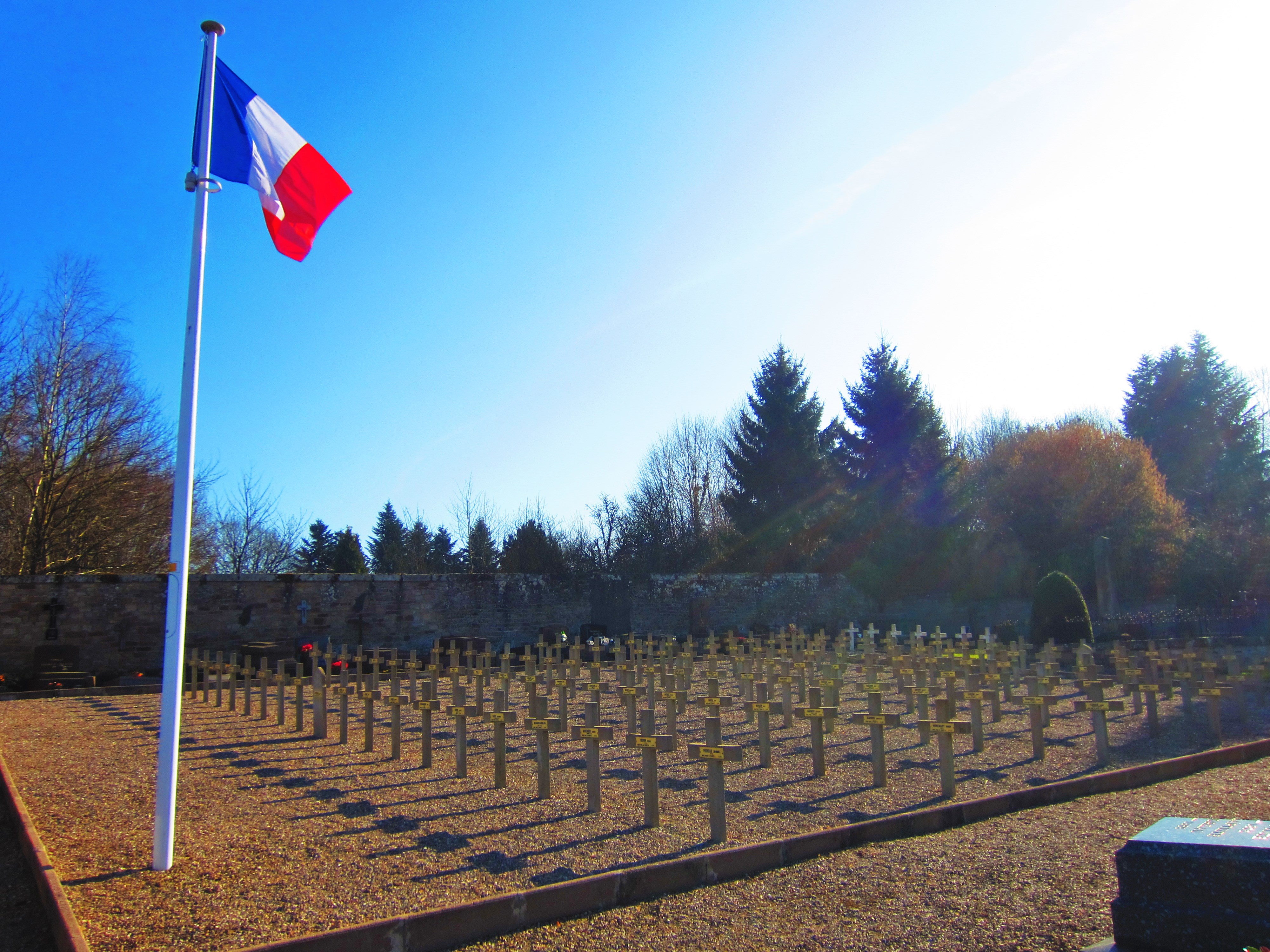
Cimetière militaire de Baccarat.

Unités militaires ayant tenu garnison à Baccarat :
- 20e bataillon de chasseurs à pied, 1906.

## Économie

### Artisanat
La ville a donné son nom à la cristallerie mondialement célèbre qui y est implantée depuis le XVIIIe siècle. Baccarat travaille le cristal suivant la technique apportée par Aimé-Gabriel d'Artigues. Nombre d'ouvriers ont obtenu le titre de Meilleur ouvrier de France, et ont travaillé sous la direction de M. Roland-Gosselin, directeur artistique de l'usine dans les années 1950. La cristallerie a conservé son savoir-faire typiquement français, et orne les plus grandes tables du monde entier encore aujourd'hui.

## Culture locale et patrimoine

### Lieux et monuments

#### Édifices religieux

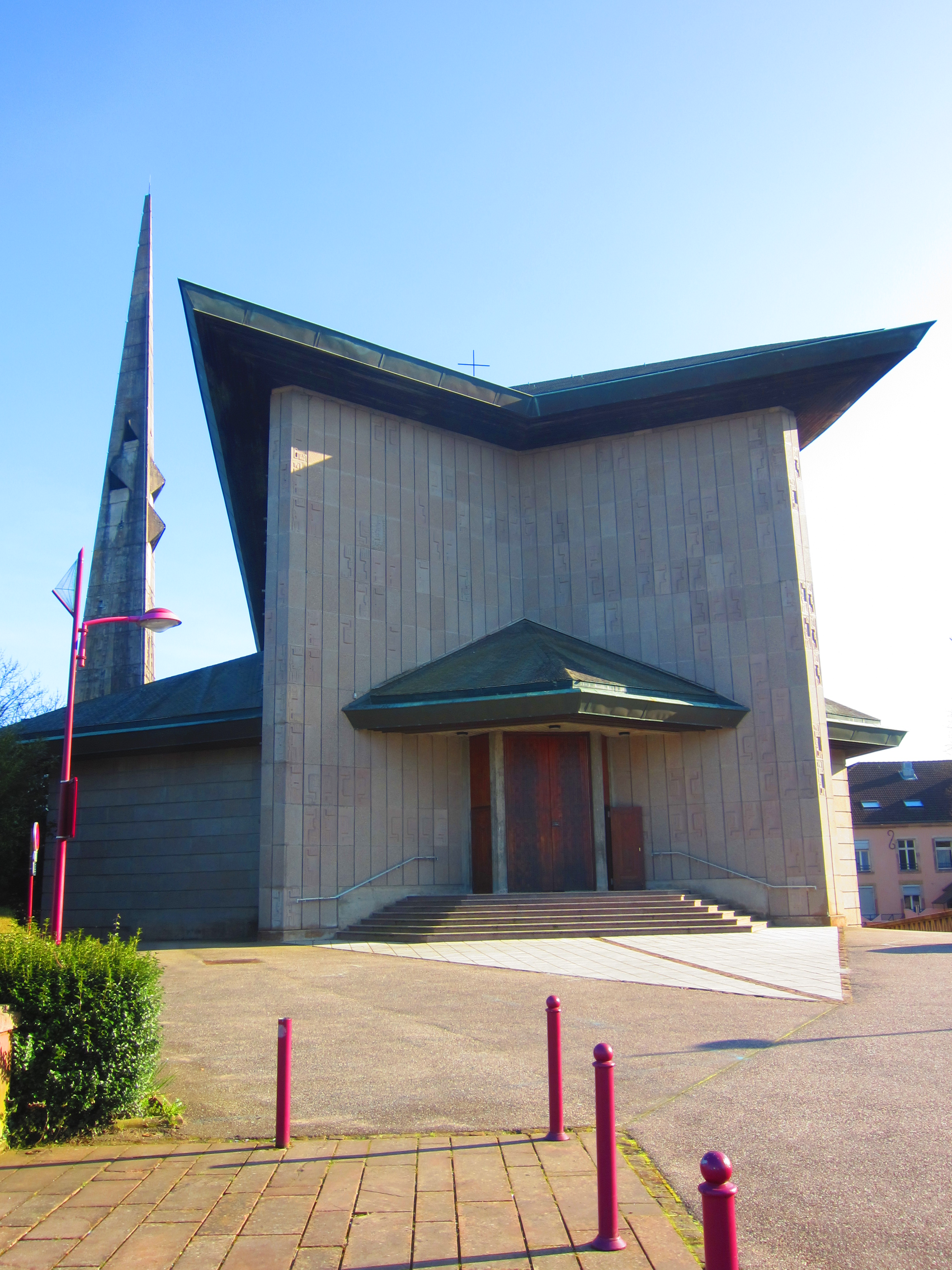
Église Saint-Remy de Baccarat.
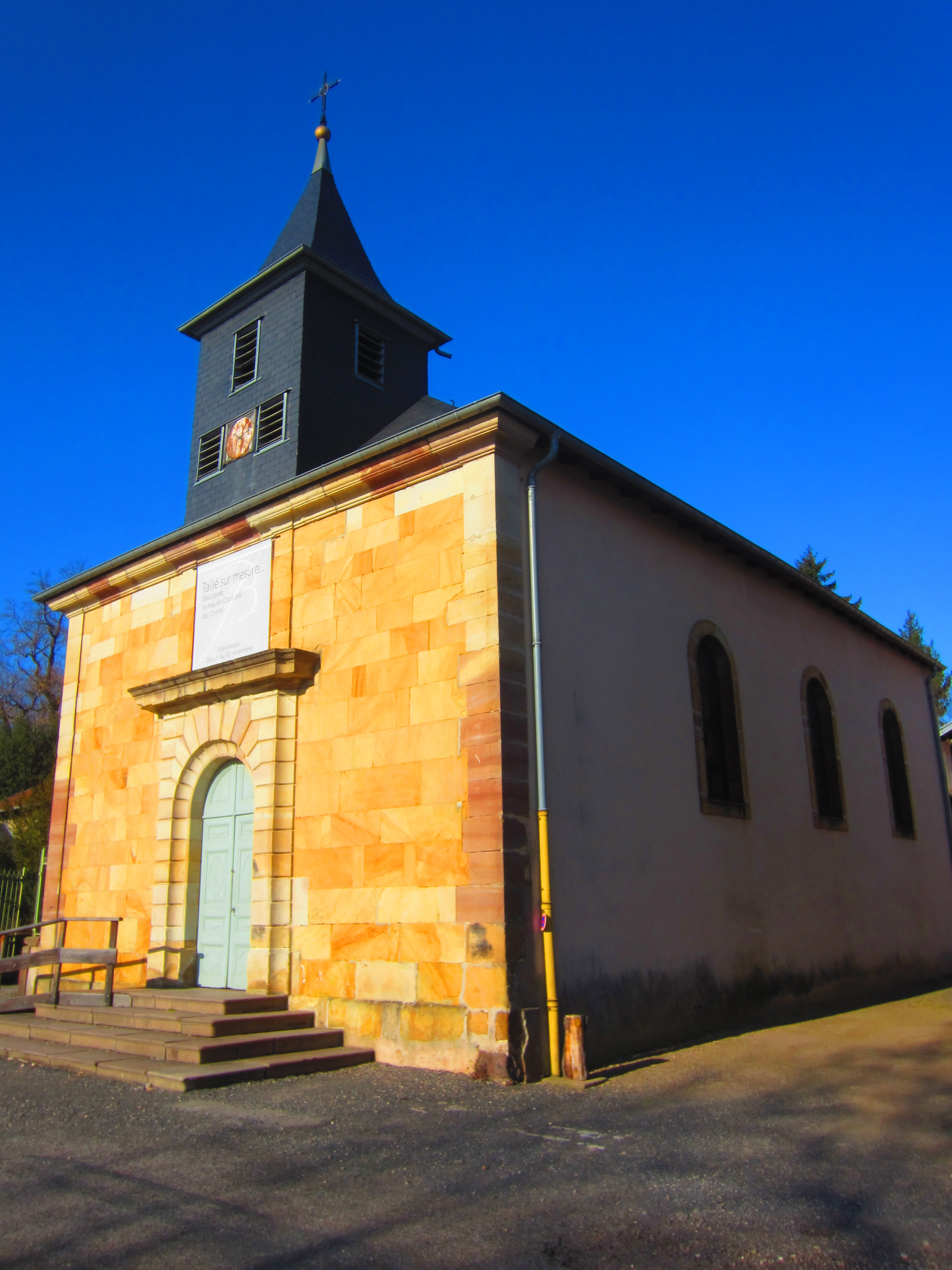
Chapelle Sainte-Anne des cristalleries.
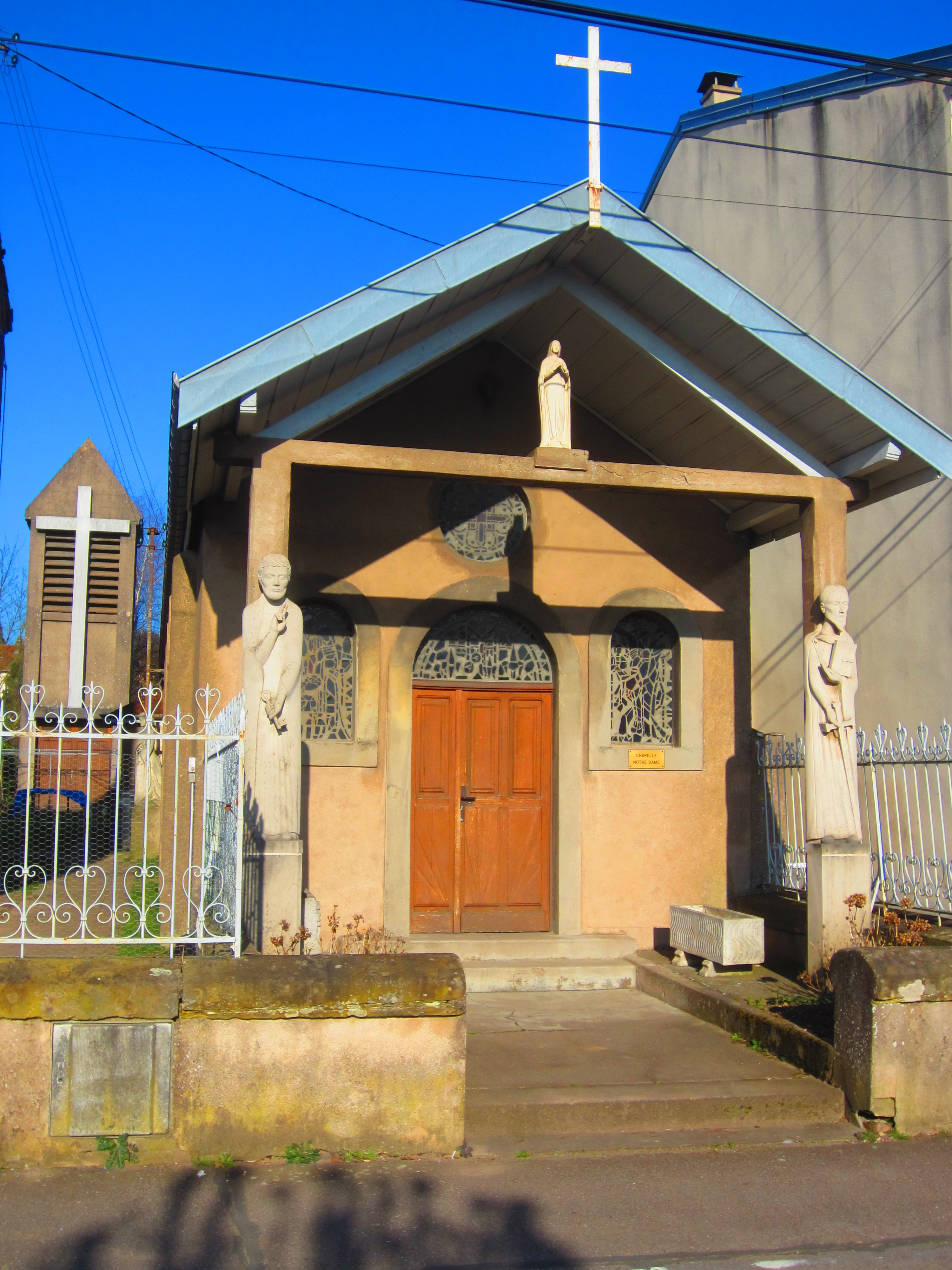
Chapelle Notre-Dame de Humbépaire.
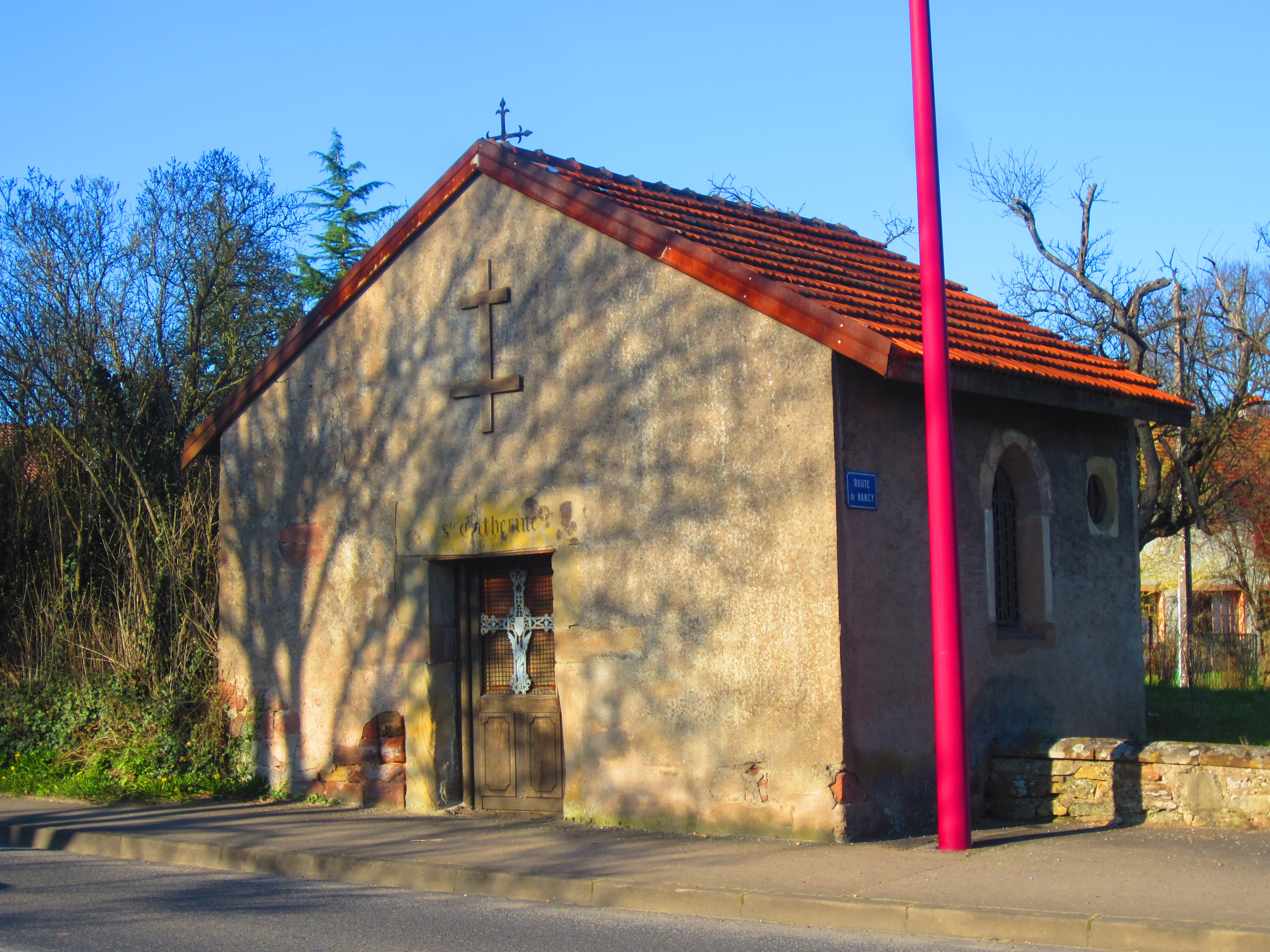
Chapelle Sainte-Catherine.
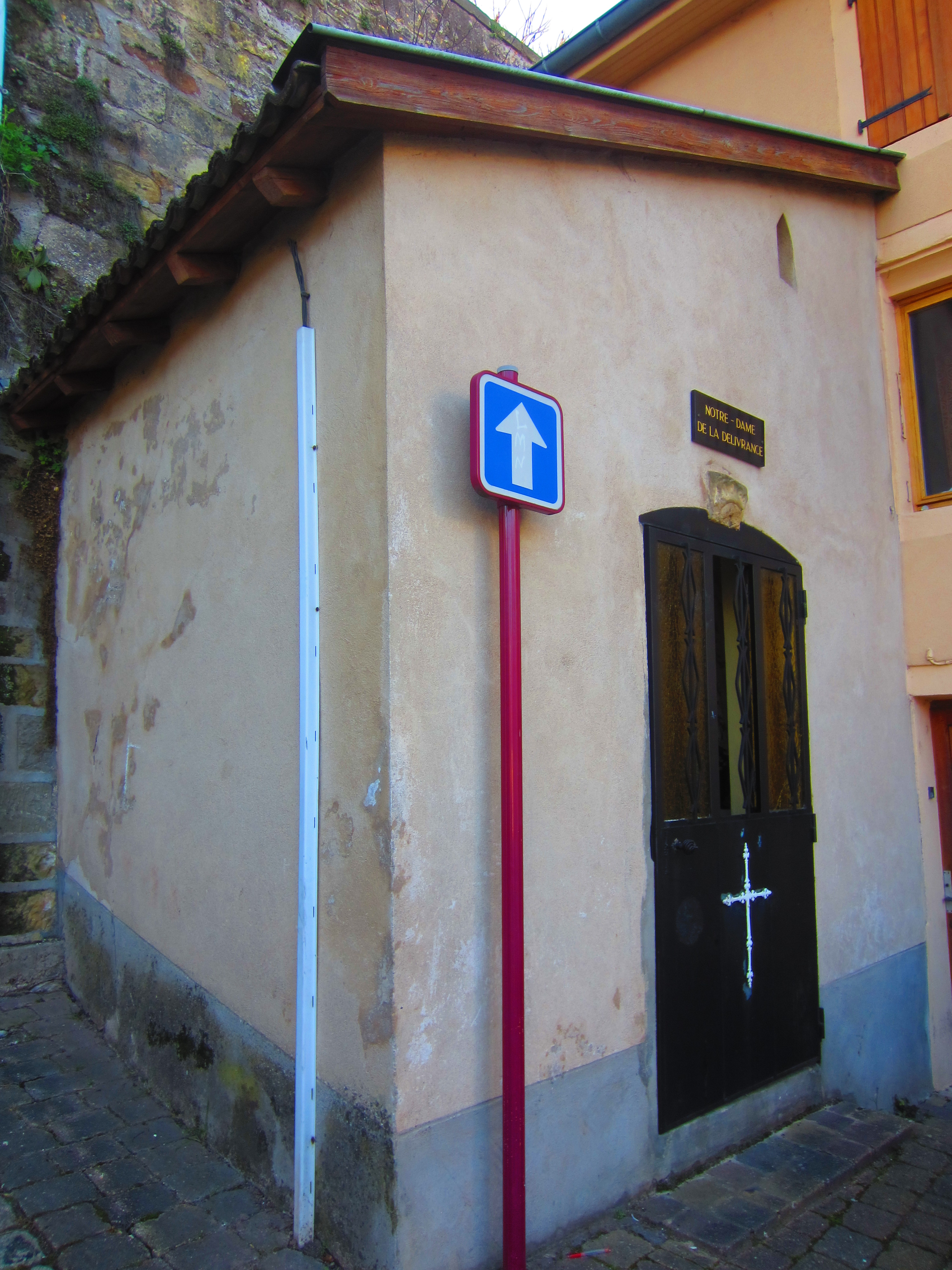
Chapelle Notre-Dame-de-la-Délivrance.
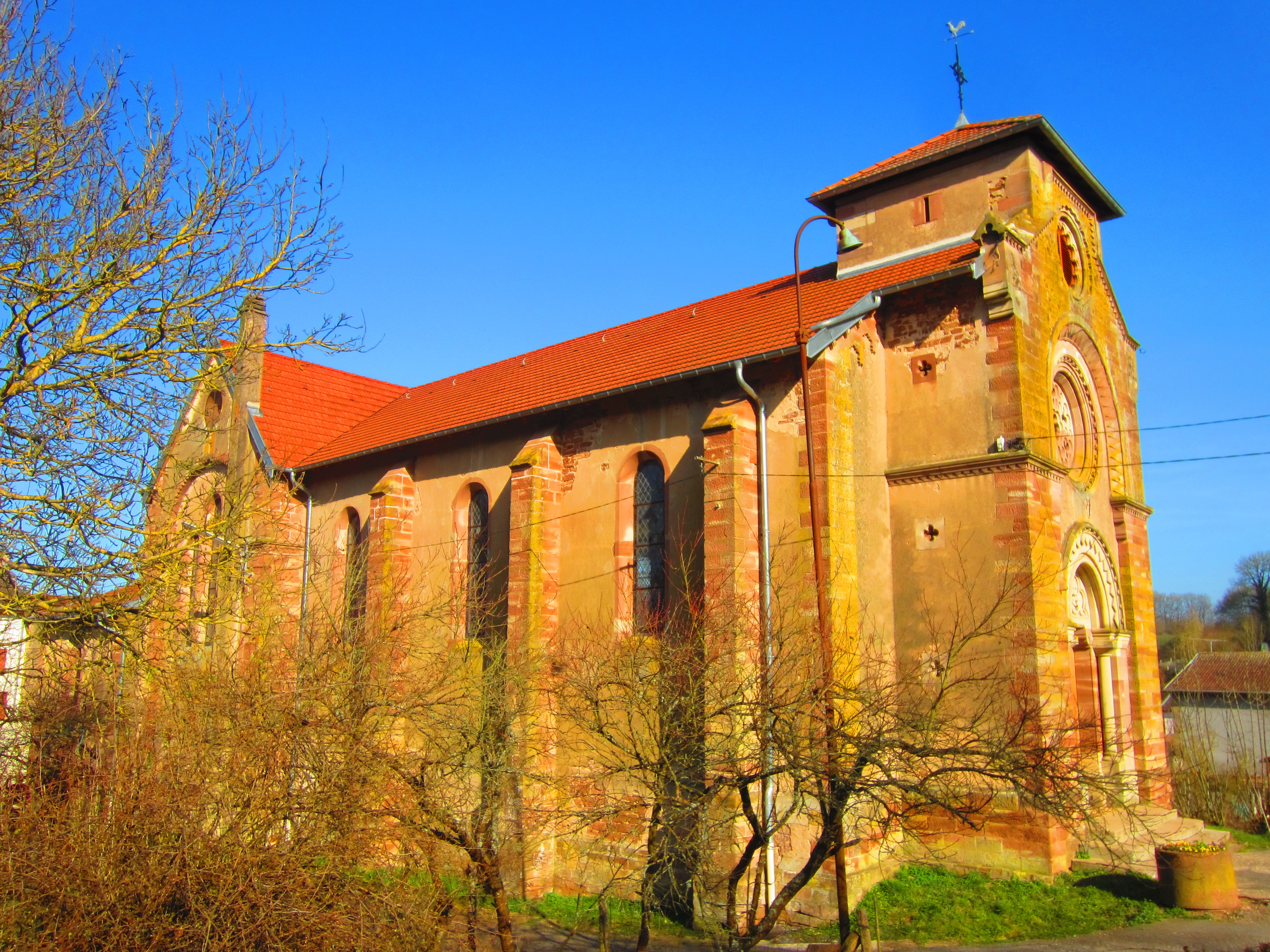
Église Saint-Joseph de Badménil.

- L'église Saint-Remy (XIXe siècle) détruite en 1944 a été reconstruite dans le style moderne[32]. Érigée entre 1953 et 1957 par l'architecte Nicolas Kazis (né vers 1920[33]), elle est tout entière placée sous le signe du triangle, symbole de la Sainte Trinité. Le clocher de forme triédrique mesure 55 mètres de hauteur, il abrite trois cloches. La décoration lumineuse (vitraux)[34] du "groupe témoignage" est composée de 4000 dalles de 2,5 cm d'épaisseur découpées en 20000 petits morceaux de cristal de Baccarat, ajustés dans le béton. L'ensemble coloré se décline en plus de 150 teintes et en fait un ensemble unique au monde. De chaque côté du chœur, deux ensembles symétriques représentent les douze Apôtres reconnaissables à leurs attributs traditionnels. Un très beau mobilier en fer forgé complète l'église : 2 bénitiers avec vasques en baccarat, le lustre, 2 grilles de séparation dans le transept, l'ambon, le tabernacle et ses dalles de cristal et le baptistère ainsi que le pied de la croix avec un christ en bois. Deux autres statues sont présentes dans les nefs latérales, saint Remy et la Vierge à l'Enfant (N.D. de l'Offrande) de François Brochet. Pour éclairer les allées latérales des sculptures en pierre reconstituée et cristal de Baccarat représentent les 14 stations du chemin de la croix. Un merveilleux plafond (le plus beau du genre en Europe) est composé de 130 éléments de bois collé, il pèse 19 tonnes. À l'entrée du vaisseau, en tribune sont installées les grandes orgues, instrument majestueux de Jacquot Lavergne (1958), il est composé de 3 claviers et d'un pédalier et comporte 40 registres[35]. L'ensemble sonore a 3 660 tuyaux. Cette église est depuis 2013 inscrite au patrimoine de Lorraine et classée au titre national des monuments historiques (MH)[36].
- Restes du couvent des Carmes XVe siècle
- Église Saint-Joseph de Badménil restaurée en 2012[37].
- Chapelles :
  - Chapelle Sainte-Anne[38] construite en 1775, était destinée à l'usage du personnel de la verrerie[39]. Érigée en succursale de la paroisse de Deneuvre en 1802 ; actuellement elle est utilisée pour des expositions estivales organisées par la manufacture Baccarat
  - Chapelle Notre-Dame-de-Humbépaire (1948) cette dernière est éclairée par 20 vitraux en dalles de verre de Gabriel Loire de Chartres, un carillon de 6 cloches Paccard est installé dans le campanile[40].
  - Chapelle sainte-Catherine XVIIe siècle sur le ban de la commune de Gélacourt.
  - Chapelle Saint-Christophe XIIe siècle : statues.
  - Chapelle Notre-Dame-de-la-Délivrance XIXe siècle[41].

#### Édifices civils
- Mairie[43].

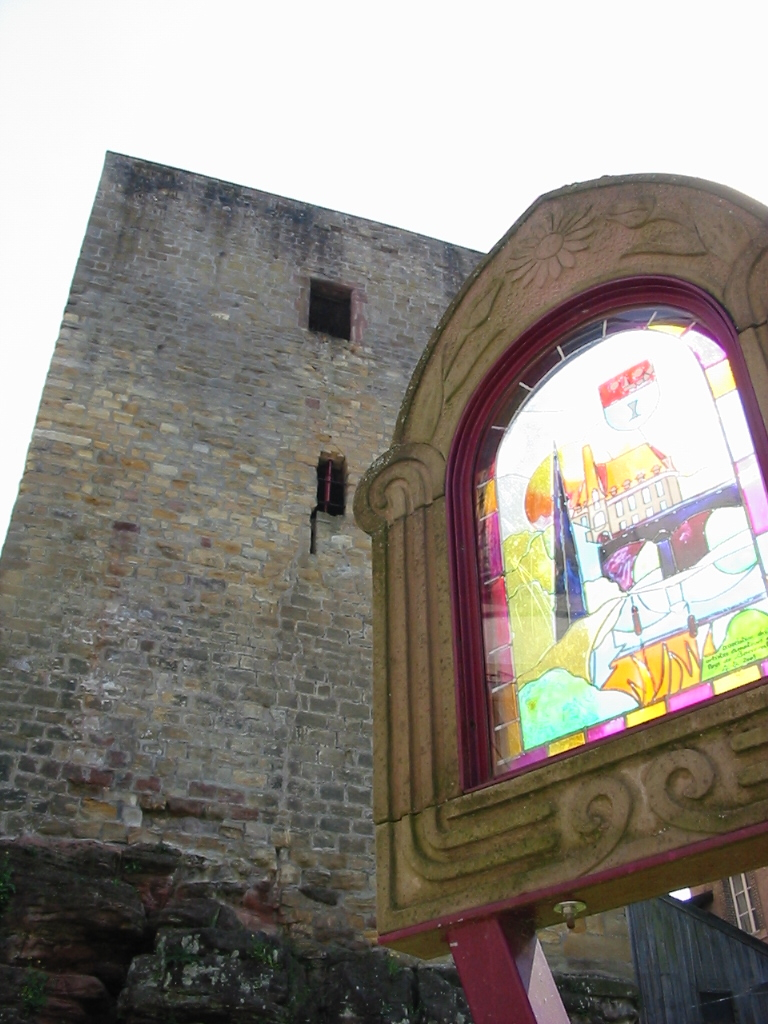
Tour des Voués et vitrail de Baccarat.

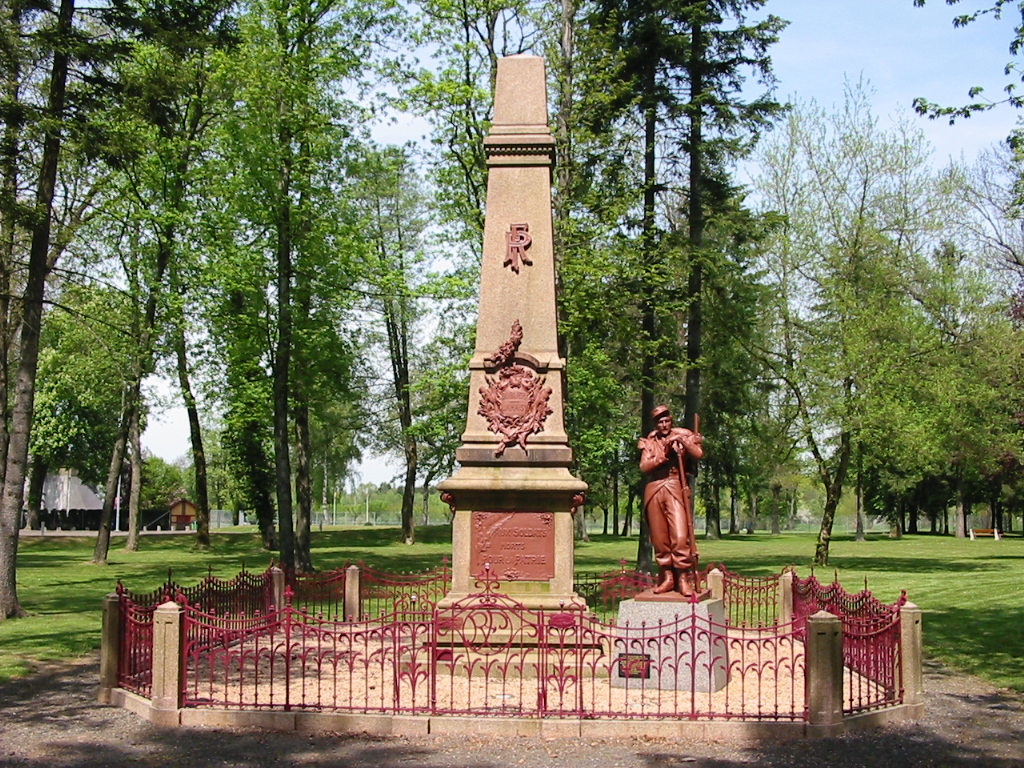
Le monument des Vétérans.

- Tour des Voués donjon de l'ancien château construite en 1305 par le comte Henri I pour protéger les maisons des serfs, elle mesure 11,70 m au nord, 14,70 m à l'est et sa hauteur atteint environ 30 m. Vendue en 1332 par Henri III, la tour est rachetée par Adhémar de Monteil qui la complète par un château autour duquel sera construit Baccarat. Démoli au milieu du XVIIe siècle par le duc de Lorraine Charles IV de Lorraine
- Château de la Cristallerie, construit en 1764. Agrandi pour Aimé d'Artigues (1778, 1848), acquéreur de la verrerie en 1816, par l'adjonction de deux corps latéraux en 1817[44]. Utilisé comme logement des administrateurs de la cristallerie depuis le milieu du XIXe siècle. Une partie du rez-de-chaussée a été transformé en musée des cristaux produits à Baccarat. Le parc a été coupé en deux par une rue ouverte dans la 1re moitié du XIXe siècle, une partie (située à l'ouest de l'orangerie) a été lotie, dans les dernières années du XIXe siècle, pour la construction d'une cité ouvrière. Existence d'un fonds d'archives privées[45].
- Hôtel de ville de style néo-Renaissance : construit en 1924 par l'architecte Deville, elle s'inspire des maisons flamandes. Sur la façade, des quatre macarons sculptés représentent les différents métiers du cristal. Les grands salons sont ornés de quatre grands lustres et six appliques en cristal de Baccarat (inscrits à l'inventaire des MH). L'escalier d'honneur est l'œuvre de Jean Prouvé. L'ensemble du bâtiment a été entièrement rénovée en 2004.
- Cristallerie Baccarat et musée du cristal Baccarat.
- Arborétum et roseraie (parc Michaut de 7 ha) derrière l'hôtel de ville[46].
- Fontaine du cristal[47] au rond-point entre l'hôtel de ville et l'église Saint-Remy de Baccarat.
- Fables de La Fontaine, réalisées en vitraux colorés dans des encadrements de grès rose sont installés dans différents secteurs dans la ville.
- Le Pôle Bijou[48].

### Monuments et lieux de mémoire
- Cimetière militaire de Baccarat.
- Monument aux morts 1914-1918[49].
- Monument aux morts de 1870-1871[50].
- Le monument des Vétérans.
- Le monument de la Rappe[51].
- Monument Leclerc[52].

### Équipements culturels
- Musée Baccarat Musée du cristal, dans le château de la manufacture : 1100 pièces réalisées depuis 1817 ; vidéo des techniques de fabrication ; magasin de vente.

### Personnalités liées à la commune
- Louis Ancel (1736-1802), général des armées de la République, né à Deneuvre et décédé à Baccarat.
- François Bailly (1747-1820), homme politique député de la Meurthe, né à Baccarat.
- Jean-Antoine Laurent (1763-1832), peintre miniaturiste, né à Baccarat et mort à Épinal.
- Paul Michaut (1827-1895), directeur de la cristallerie et maire de Baccarat, député de Meurthe-et-Moselle, né à Lunéville et mort à Baccarat.
- Adrien Michaut (1853-1936), directeur de la cristallerie et maire de Baccarat, né et mort à Baccarat.
- Henri Michaut (1857-1933), homme d'affaires, sénateur, fils de Paul Michaut, né à Baccarat et mort à Nancy.
- François Gény (1861-1959), jurisconsulte français, né à Baccarat et mort à Nancy.
- Édouard Ignace (1862-1924), ancien député de la Seine et sous-secrétaire d'État à la Justice militaire, né à Baccarat.
- Charles Peccatte (1870-1962), artiste peintre, né à Baccarat et mort à Saint-Dié.
- Léon Vouaux (1870-1914), prêtre, professeur, mycologue et botaniste, né à Baccarat, fusillé à Jarny le 26 août 1914. Son nom est inscrit au Panthéon parmi les 560 écrivains morts au champ d'honneur pendant la Première Guerre mondiale.
- Michel Colle (1872-1949), peintre, né à Baccarat.
- Louis Thirion (1879-1966), compositeur, né à Baccarat.
- Aristide Colotte (1885-1959), sculpteur sur verre meilleur ouvrier de France, né à Baccarat.
- Maurice Jaubert (1900-1940), compositeur, tué au combat près de Baccarat, le 19 juin 1940.
- André Thirion (1907-2001), écrivain militant politique, né à Baccarat.
- Roger Janin (1910-1948), aviateur pilote d'essai, né à Baccarat.
- Paul Batiment (1920-1944), Compagnon de la Libération, Mort pour la France devant Baccarat lors de la libération de la ville.
- Nicole Feidt (1936-), maire de Toul, députée de Meurthe-et-Moselle, née à Baccarat.
- Jean-Michel Bertrand (1943-2008), maire de Bourg-en-Bresse, député de l'Ain, né à Baccarat.
- Catherine Shan (1952-2008), journaliste, écrivaine, scénariste et réalisatrice, née à Baccarat.
- Daniel Gisiger (1954-), Coureur cycliste suisse, né à Baccarat.

### Héraldique
| Blason de Baccarat | Blason  | Coupé : au premier de gueules au dextrochère de carnation armé d'argent, tenant une épée du même garnie d'or et accostée de deux besants aussi d'or, au second d'azur au gobelet d'argent.         |
| Blason de Baccarat | Détails | Ce sont les armes du chapitre de la cathédrale de Metz, possesseur de la châtellenie, avec en pointe un verre à pied symbolisant la cristallerie. Le statut officiel du blason reste à déterminer. |